# Burg Hohlandsberg
Burg Hohlandsberg (Hohlandsburg, französisch: Château du Haut-Landsbourg) ist eine mittelalterliche Burg bei Wintzenheim im Elsass (Département Haut-Rhin, Region Grand Est), gut sieben Kilometer westlich von Colmar.

## Lage
Die weithin sichtbare Anlage thront als Gipfelburg in 650 Meter Höhe am Ostrand der Vogesen. Sie überwacht den Ausgang des Münstertales in die Oberrheinische Tiefebene. Der Ausblick reicht weit über das Rheintal bis zum Kaiserstuhl, nach Straßburg und Basel sowie auf mehrere benachbarte Burgruinen (u. a. Pflixburg, Drei Exen). Erreichbar ist Hohlandsberg über einen kurzen Fußweg von einem an der Route des cinq châteaux (Fünf-Burgen-Straße) gelegenen Parkplatz. Die Burg ist von Ostern bis Mitte November geöffnet, der Eintritt ist kostenpflichtig.

## Geschichte
Auf dem Burgberg befand sich schon in der späten Bronzezeit (1300 bis 750 v. Chr.) eine ausgedehnte Befestigungsanlage. Die Burg wurde 1279 vom Colmarer Schultheißen Siegfried von Gundolsheim begonnen, fiel jedoch schon 1281 an die Habsburger, die sie großzügig ausbauten. Im 14. Jahrhundert war die Burg mehrfach verpfändet, bevor sie 1410 als Lehen an die Grafen von Lupfen kam, die sie weiter ausbauten. Burg und Herrschaft Hohlandsberg fielen 1563 an General Lazarus von Schwendi, Ratgeber der Kaiser Karl V. und Maximilian II., der die Burg modernisieren ließ. 1633 wurde die Burg im Dreißigjährigen Krieg von den Schweden besetzt, 1637 von französischen Truppen zerstört. Seit 1840 unter Denkmalschutz, wurde Hohlandsberg seit 1985 unter Federführung vom Département Haut-Rhin mit Millionenaufwand teils saniert, teils wiederaufgebaut und dient seither als Kulisse für kulturelle Veranstaltungen.

## Anlage
Hohlandsberg besteht aus einer kleinen, seit 1987 archäologisch erforschten Oberburg und einer 96 mal 66 Meter großen, annähernd rechteckigen Unterburg, die von einer bis zu 14 Meter hohen und über zwei Meter dicken, begehbaren Ringmauer mit Tourellen und Wehrerkern umgeben ist. An diese Mauer lehnen sich innen mehrere Wohn- und Wirtschaftsgebäude an, die im Zuge der Restaurierungsarbeiten nach alten Befunden und Ansichten teilweise rekonstruiert wurden. Der Zugang zur Burg erfolgt auf der Nordseite, die mit einer fünfeckigen Bastion aus der Zeit Schwendis verstärkt ist. Die Burgmauern sind durchweg aus dem anstehenden Granit errichtet.